# Ophir Pines-Paz

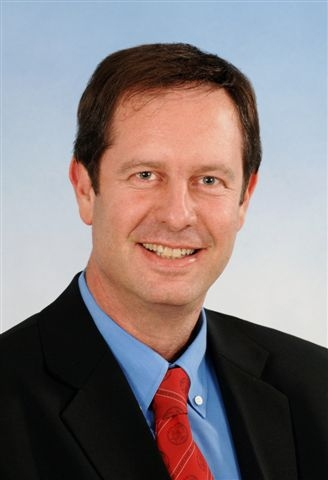
Ophir Pines-Paz

Ophir Pines-Paz (Hebreeuws: אופיר פינס-פז) (Rishon LeZion, 11 juli 1961) is een voormalig Israëlisch politicus. Als (voormalig) lid van de Arbeidspartij was hij van 2005 tot 2006 minister. Ook was hij actief in leidinggevende functies bij de reclassering en de Jewish Agency.
Pines-Paz was een populair lid van de Arbeidspartij die steeds hoog scoorde bij interne verkiezingen. In december 2004 kwam hij als eerste uit de bus bij een rangschikking van de volgorde waarop kandidaten de ministerposities voor de Arbeiderspartij mochten kiezen. Hij koos voor het ministerschap van Binnenlandse Zaken, een ambt dat hij in 2005 in het kabinet-Sharon II vervulde, gevolgd door het ministerschap van Wetenschap, Cultuur en Sport het jaar daarop in het kabinet-Olmert. 
In november 2006 trok hij zich terug uit de regering wegens het toetreden van Jisrael Beeténoe tot de coalitie en diens partijleider Avigdor Lieberman als minister. Sindsdien was hij weer gewoon lid van de Knesset. In 2007 streefde hij tevergeefs naar het partijleiderschap, waarbij het moest opnemen tegen onder meer Ehud Barak. In januari 2010 trad hij uit de Knesset. Ook stapte hij uit de Arbeidspartij omdat hij vond dat de partij haar waarden had verloren.
De vader van Pines-Paz is geëmigreerd uit Nederland. Zelf had hij tot begin 21e eeuw naast het Israëlische ook het Nederlandse staatsburgerschap. Hij studeerde aan de Hebreeuwse Universiteit van Jeruzalem en vervolgens aan de Universiteit van Tel Aviv, waar hij een master in beleidskunde behaalde. Van 1979 tot 1982 was hij sergeant in het Israëlische leger. Ophir Pines-Paz is getrouwd, heeft twee kinderen en woont in Ra'anana. Wat betreft geloofsovertuiging behoort hij tot de masortische richting binnen het jodendom.

## Prijzen
- Amitai-prijs in 1997 voor eerlijk management en integriteit
- Ometz-prijs in 2006 van Burgers voor Goed Bestuur en Sociale Gerechtigheid